# Rastascan Records
Rastascan Records is een onafhankelijk Amerikaans platenlabel voor free jazz en geïmproviseerde muziek, in 1986 opgericht door de percussionist Gino Robair. De artiesten die op het label uitkomen worden bij elke fase van de opname en uitgave van hun platen betrokken. Sinds de eerste officiële releases, twee albums van saxofonist Anthony Braxton, heeft het label meer dan zestig platen uitgebracht, onder meer van Robair, Evan Parker en Derek Bailey, Jon Raskin, Gianni Gebbia, Club Foot Orchestra, Eugene Chadbourne, Bob Ostertag en Hans Reichel. 